# Przygody szewczyka Grzesia
Przygody szewczyka Grzesia (chorw. Hlapičeve nove zgode, niem. Lapitch, der kleine Schuhmacher, 2000) – chorwacko-niemiecki serial animowany. Zrealizowany przy współpracy z Croatia Film, Haffa Diebold i RTL Television. Kontynuacja filmu pod tym samym tytułem. Serial liczy 26 odcinków.

## Fabuła
Serial opowiada o Grzesiu, właścicielu magicznych butów oraz jego przyjaciołach: Kasi, psie Bruno i papudze Pico. Razem mieszkają w fikcyjnym mieście wraz z mistrzem Melchiorem i wróżką Zofią w zakładzie obuwniczym. Walczą z bandą szczurów chcących wykraść buty.

## Bohaterowie

### Główni bohaterowie
- Grześ – tytułowy bohater serialu oraz młody, pracowity i pogodny szewczyk. Ubrany jest w czerwoną koszulę, zielone spodnie i brązową maciejówkę. Jest również właścicielem magicznych butów. Jego towarzyszem jest pies Bruno.
- Kasia – dziewczyna Grzesia o blond włosach i niebieskich oczach. Nosi niebieską sukienkę z różnymi detalami, niebieską opaskę z kokardą, czerwone skarpetki i żółte pantofle. Jej partnerem jest papuga Pico.
- Bruno – czworonożny przyjaciel Grzesia, jest psem.
- Pico – czworonożny przyjaciel Kasi, jest papugą o zielonych piórach i kolorowym ogonie. Nosi marynarską czapkę, mówi ludzkim głosem.

### Przyjaciele
- Mistrz Melchior – stary szewc o siwych włosach.
- Wróżka Zofia – wróżka, przyjaciółka głównych bohaterów.
- Melvin – szop, kiedyś wspólnik Szczurzego Pazura, obecnie przyjaciel Grzesia.

### Wrogowie
- Szczurzy Pazur – groźny bandyta, przywódca bandy szczurów. Zwykle jest nazywany jest szefem.
- Otis – wysoki i muskularny członek szczurzej bandy. Niezbyt mądry.
- Elmer – niski członek szczurzej bandy.
- Brunhilda – jedyna żeńska członkini szczurzej bandy. Otyła blondynka nosząca makijaż clowna.

## Wersja polska
Serial był emitowany na antenie TVP1 w 2002 roku. Obecnie jest emitowany w TVP ABC.
Wersja polska: Telewizyjne Studia Dźwięków w Warszawie

Reżyseria: Barbara Sołtysik

Tłumaczenie: Mirosław Michalczak

Dialogi: Dorota Dziadkiewicz-Brewińska

Dźwięk:
- Joanna Fidos (odc. 1-3, 16, 22-23)
- Solaster Eudeka (4-9, 11-15, 17-21, 24-26)
- Jerzy Rogowiec (odc. 10)

Montaż: Elżbieta Joel

Tekst piosenki: Andrzej Brzeski

Opracowanie muzyczne: Eugeniusz Majchrzak

Kierownictwo produkcji: Krystyna Dynarowska

Wystąpili:
- Brygida Turowska –
  - Grześ,
  - jedna z poddanych królowej Pantofelli (odc. 4),
  - jedna z mieszkanek (odc. 13),
  - jedna z wróżek (odc. 22)
- Małgorzata Sadowska – Kasia
- Jerzy Rogowski –
  - Melchior,
  - pan Marcepan (odc. 8)
- Antonina Girycz – Wróżka Zofia
- Jarosław Boberek –
  - Bruno,
  - Tico,
  - Elmer,
  - mrówka cyrkowiec (odc. 1),
  - Jan (sprzedawca instrumentów) (odc. 19),
  - Poochie (odc. 21)
- Ryszard Olesiński –
  - Szczurzy Pazur,
  - burmistrz (odc. 5, 21-22),
  - listonosz (odc. 22)
- Joanna Orzeszkowska – Brunhilda
- Włodzimierz Press –
  - Otis,
  - pan Bańka (odc. 7),
- Dariusz Dobkowski –
  - Melvin,
  - Rudzik Wielki Ogon (odc. 2),
  - dyrektor cyrku (odc. 14)
- Mirosława Krajewska – królowa Pantofella (odc. 4)
- Zbigniew Konopka – Blurbal (odc. 4)
- Ilona Kucińska – Cindy (odc. 7)
- Leszek Zduń –
  - książę Rupert (odc. 7),
  - Percival Periwinkle III (odc. 13)
- Włodzimierz Bednarski –
  - burmistrz (odc. 10),
  - listonosz (odc. 10),
  - jeden z mieszkańców (odc. 10),
  - opiekun słonia (odc. 14),
  - Mordok (odc. 15),
  - mąż kobiety, która omyłkowo otrzymała list od jakiejś dziewczyny (odc. 17),
  - piekarz (odc. 18),
  - Oliver Smyczek (odc. 19),
  - wynalazca (odc. 20),
  - Szczęsny Marudecki (odc. 21),
  - jeden z mieszkańców (odc. 24)
- Józef Mika –
  - jeden z mieszkańców (odc. 2),
  - głosy z tłumu (odc. 3),
  - jeden z poddanych królowej Pantofelli (odc. 4),
  - jeden z policjantów (odc. 5),
  - jeden z gości na weselu (odc. 7),
  - jeden z mieszkańców (odc. 8),
  - jeden z mieszkańców (odc. 9),
  - jeden z małych króliczków (odc. 12),
  - jeden z mieszkańców (odc. 13),
  - jeden z cyrkowców (odc. 14),
  - Medokus (odc. 15),
  - mężczyzna, który omyłkowo otrzymał list z życzeniami urodzinowymi (odc. 17),
  - jeden z mieszkańców (odc. 18),
  - dentysta (odc. 18, 25),
  - hydraulik (odc. 18),
  - Charles Smyczek (odc. 19),
  - jeden z widzów (odc. 19),
  - jeden z gości (odc. 20),
  - goniec (odc. 21),
  - jeden z mieszkańców (odc. 21),
  - jeden z mieszkańców (odc. 24)
- Maria Ciesielska –
  - mieszkanka zamku (odc. 12),
  - Esmeralda (odc. 22)
- Adam Biedrzycki –
  - barman (odc. 2),
  - jeden z poddanych królowej Pantofelli (odc. 4),
  - jeden z mieszkańców (odc. 5),
  - jeden z mieszkańców (odc. 8),
  - jeden z mieszkańców (odc. 9),
  - jeden z mieszkańców (odc. 13),
  - jeden z cyrkowców (odc. 14),
  - mąż kobiety, która omyłkowo otrzymała list z rachunkiem (odc. 17),
  - hydraulik (odc. 18),
  - lalkarz (odc. 18),
  - Louis Smyczek (odc. 19),
  - jeden z widzów (odc. 19),
  - jeden z gości (odc. 20),
  - jeden z mieszkańców (odc. 21),
  - Wielki Bombasto (odc. 24)
- Monika Wierzbicka –
  - Enida (odc. 7),
  - mama króliczków (odc. 12)
- Barbara Sołtysik –
  - Błyskotka (odc. 11),
  - jedna z wróżek (odc. 22)
- Hanna Kinder-Kiss –
  - kobieta, która omyłkowo otrzymała list z rachunkiem (odc. 17),
  - jedna z mieszkanek (odc. 18),
  - nauczycielka (odc. 18),
  - jeden z widzów (odc. 19),
  - jedna z mieszkanek (odc. 24),
  - chłopiec (odc. 24)
- Mirosława Nyckowska – Esmeralda (odc. 22)
- Jacek Wolszczak
- Beata Jankowska
- Jolanta Wołłejko
- Janusz Wituch
- Olga Bończyk
- Anna Apostolakis
- Jacek Bończyk
- Elżbieta Bednarek
- Zbigniew Suszyński
- Jacek Bursztynowicz

i inni
Wykonawcy piosenki czołówkowej: Katarzyna Łaska, Beata Jankowska i Magdalena Krylik

## Spis odcinków
| N/o            | Niemiecka premiera | Polska premiera | Polski tytuł                   | Chorwacki tytuł               | Niemiecki tytuł             |
| -------------- | ------------------ | --------------- | ------------------------------ | ----------------------------- | --------------------------- |
|                |                    |                 |                                |                               |                             |
| SERIA PIERWSZA |                    |                 |                                |                               |                             |
|                |                    |                 |                                |                               |                             |
| 01             | 01.02.2003         | 02.05.2002      | Urodziny Bruna                 | Bundašev rođendan             | Brewsters Geburtstag        |
|                |                    |                 |                                |                               |                             |
| 02             | 08.02.2003         | 09.05.2002      | Tajemnicze miasto              | Tajno selo                    | Das geheime Dorf            |
|                |                    |                 |                                |                               |                             |
| 03             | 15.02.2003         | 16.05.2002      | Wyścig                         | Velika utrka                  | Über Stock und Stein        |
|                |                    |                 |                                |                               |                             |
| 04             | 22.02.2003         | 23.05.2002      | Królowa butów                  | Kraljica cipela               | Die Schuhkönigin            |
|                |                    |                 |                                |                               |                             |
| 05             | 01.03.2003         | 06.06.2002      | Porwanie wielkiego szewca      | Ne šali se s otmičarem        | Die Entführung              |
|                |                    |                 |                                |                               |                             |
| 06             | 08.03.2003         | 13.06.2002      | Dzięki za lekarstwo            | Hvala za lijek                | Der Zaubertrank             |
|                |                    |                 |                                |                               |                             |
| 07             | 15.03.2003         | 20.06.2002      | Szklany pantofelek             | Veliko spoticanje male cipele | Ein märchenhaftes Abenteuer |
|                |                    |                 |                                |                               |                             |
| 08             | 22.03.2003         | 27.06.2002      | Słodko, słodko                 | Šećerko                       | Der Zuckerbaron             |
|                |                    |                 |                                |                               |                             |
| 09             | 29.03.2003         | 04.07.2002      | Maszyna do robienia butów      | Što sve leti?                 | Die Ballonfahrt             |
|                |                    |                 |                                |                               |                             |
| 10             | 05.04.2003         | 11.07.2002      | Wielki bal                     | Sve što sja                   | Lapitch vor Gericht         |
|                |                    |                 |                                |                               |                             |
| 11             | 12.04.2003         | 18.07.2002      | Złota rybka                    | Brbljava ribica               | Wunschlos glücklich         |
|                |                    |                 |                                |                               |                             |
| 12             | 19.04.2003         | 25.07.2002      | Czy w tym zamku straszy?       | Dvorac duhova                 | Geisterstunde               |
|                |                    |                 |                                |                               |                             |
| 13             | 26.04.2003         | 01.08.2002      | Zemsta nie popłaca             | Krešimir napast               | Die Nervensäge              |
|                |                    |                 |                                |                               |                             |
| SERIA DRUGA    |                    |                 |                                |                               |                             |
|                |                    |                 |                                |                               |                             |
| 14             | 03.05.2003         | 08.08.2002      | Przyjechał cyrk                | Zvuk tišine                   | Manege frei                 |
|                |                    |                 |                                |                               |                             |
| 15             | 10.05.2003         | 22.08.2002      | Melchior w pułapce             | Melkior je nestao             | Der Diamantenberg           |
|                |                    |                 |                                |                               |                             |
| 16             | 17.05.2003         | 29.08.2002      | Kiedy niebo spada nam na głowę | Nebo se ruš                   | Gefahr aus dem Weltall      |
|                |                    |                 |                                |                               |                             |
| 17             | 24.05.2003         | 05.09.2002      | Na poczcie                     | Poštanski ured                | Der Postkutschenraub        |
|                |                    |                 |                                |                               |                             |
| 18             | 31.05.2003         | 12.09.2002      | Książkowe mole                 | Knjige vrednije od zlata      | Wissen ist Macht            |
|                |                    |                 |                                |                               |                             |
| 19             | 07.06.2003         | 19.09.2002      | Skrzypcowy koncert             | Glazbeni interludij           | Musik im Blut               |
|                |                    |                 |                                |                               |                             |
| 20             | 14.06.2003         | 26.09.2002      | Konkurs wynalazków             | Velika pljačka kočije         | Eine geniale Erfindung      |
|                |                    |                 |                                |                               |                             |
| 21             | 21.06.2003         | 03.10.2002      | Spokój i cisza                 | Mir i tišina                  | Hoher Besuch                |
|                |                    |                 |                                |                               |                             |
| 22             | 28.06.2003         | 10.10.2002      | Niespodziewana wizyta          | Jana i mudra žena             | Fauler Zauber               |
|                |                    |                 |                                |                               |                             |
| 23             | 05.07.2003         | 17.10.2002      | Wojna o chwasty                | Rat korova                    | Melchior im Tiefschlaf      |
|                |                    |                 |                                |                               |                             |
| 24             | 12.07.2003         | 24.10.2002      | Najbardziej magiczne buty      | Najčarobnije čarobne čizmice  | Bombasto                    |
|                |                    |                 |                                |                               |                             |
| 25             | 19.07.2003         | 31.10.2002      | W samo południe                | Točno u podne                 | Der Zahnarztbesuch          |
|                |                    |                 |                                |                               |                             |
| 26             | 26.07.2003         | 07.11.2002      | Magiczny dar                   | Čaroban dar                   | Des Meisters neue Schuhe    |
|                |                    |                 |                                |                               |                             |